# Just Say So
«Just Say So» es una canción pop grabada por Brian McFadden. Es el primer sencillo de su tercer álbum de estudio, Wall Of Soundz. La canción esa compañada por el cantante estadounidense, Kevin Rudolf. La canción llegó a las listas de Australia 24 horas después de su lanzamiento.

## Vídeo musical
El vídeo fue grabado en el Club The Ivy Nightclub en Sídney, Australia, en marzo del 2010. El vídeo fue hecho en una sola toma.

## Listas
El sencillo debutó cómo número uno en Australia. Es el segundo sencillo #1 de McFadden en Australia, siguiendo a Almost Here, un dúo con la cantante australiana, Delta Goodrem.